# Skylar Park
Skylar Mi-Young Zanetel Park (/ˈskaɪl.əɹ ˈpɑːɹk/; Winnipeg, 6 de junho de 1999) é uma taekwondista canadense.

## Carreira
Park começou a praticar taekwondo quando era criança e ganhou sua faixa preta na escola de taekwondo de seus pais em Winnipeg aos sete anos de idade.
Ela se destacou no mundo do taekwondo quando ganhou a medalha de ouro em casa no Campeonato Mundial Júnior de Taekwondo de 2016 em Burnaby, Canadá, onde a World Taekwondo lançou um artigo sobre ela, após sua apresentação, nomeando-a uma "Estrela do Amanhã". Mais tarde, ela diria sobre sua vitória na competição que ""Eu não acho que realmente percebi antes o quão grande seria o momento se eu ganhasse. "Eles me nomearam 'o próximo novo rosto do taekwondo.'" Depois disso, Park ganhou sua primeira medalha importante no Campeonato Mundial de 2019, levando um bronze após perder para Jade Jones nas semifinais. Park era a favorita para ganhar uma medalha nas Olimpíadas de Verão de 2020, embora tenha sofrido uma derrota nas quartas de final, encerrando a esperança de medalha.
Ela competiu no evento peso pena feminino no Campeonato Mundial de Taekwondo de 2022, realizado em Guadalajara, México, perdendo nas oitavas de final. Ela também competiu no evento peso pena feminino no Campeonato Mundial de Taekwondo de 2023, realizado em Baku, Azerbaijão, onde perdeu novamente nas oitavas de final para Maria Clara Pachecho, do Brasil. Park conquistou seu primeiro título de Grand Prix ao derrotar a campeã mundial Nahid Kiani no evento de Grand Prix Mundial de 2023 em Taiyuan, China. Ela começou uma sequência de vitórias ao vencer a Copa Pan-Americana do Presidente em setembro, em preparação para os Jogos Pan-Americanos de 2023.
Nos Jogos Pan-Americanos de 2023, Park venceu seu terceiro evento consecutivo, ganhando o ouro ao derrotar Maria Clara Pachecho, que a havia derrotado naquele ano no campeonato mundial. Após a vitória, ela disse que falou sobre suas perdas anteriores e redescobriu o sucesso, dizendo que "depois de Tóquio, muito disso para mim foi mental. Lidar com essa pressão e expectativas, ter essa crença [de ter sucesso]. Tudo se uniu, e a confiança e a crença estão lá agora. Uma grande coisa é me divertir no ringue. Quando há pressão, expectativas e barulho fora do que você está fazendo, às vezes pode não ser divertido. Mas a razão pela qual tive sucesso desde jovem e por que amo o esporte é porque amo fazê-lo."
Nos Jogos Olímpicos de Verão de 2024, em Paris, conquistou a medalha de bronze na categoria de até 49 kg feminino.